# Примха Катерини ІІ
«Примха Катерини ІІ» (інша назва: «Зникле село») — український радянський художній фільм-драма 1927 року, знятий режисером Петром Чардиніним на Одеській кіностудії (ВУФКУ). У 1935 фільм був перемонтований. Фільм не зберігся.

## Сюжет
Фільм знятий за мотивами роману В. Юрезанського «Зникле село». Картина оповідає про боротьбу українського козацтва, жителів села Тюрбай на Полтавщині, проти поміщиків-кріпосників в епоху царювання Катерини II.

## У ролях
- С. Аксьонов — Степан Базилевський, поміщик
- Юрій Чернишов — Іван Базилевський
- Полєгаєва — Маріанна Базилевська
- В. Спешинський — Григорій Базилевський, полковник
- Дмитро Кадников — ад'ютант Григорія
- В. Аргутинська — імператриця Катерина II
- Леонід Барбе — Корбе, радник
- Микола Кучинський — отаман Папко
- П. Осадчий — Павло, селянин
- Марія Паршина — Устя, дворова Маріанни
- Олексій Харламов — Прошка
- І. Селюк — Коробка, ходок
- П. Костенко — турбаївський ходок
- Володимир Уральський — турбаївський ходок
- А. Симонов — кат
- Георгій Астаф'єв — кат
- Борис Карлаш-Вербицький — барабанщик
- Василий Красенко — повстанець
- Микола Надемський — писар радника Корбе / стряпчий
- Борис Тамарін — епізод

## Знімальна група
- Режисер — Петро Чардинін
- Сценаристи — Володимир Юрезанський, Олександр Гатов
- Оператор — Данило Демуцький
- Художник — Василь Кричевський